# (13806) Darmstrong
(13806) Darmstrong es un asteroide perteneciente al cinturón de asteroides, región del sistema solar que se encuentra entre las órbitas de Marte y Júpiter.
Fue descubierto el 8 de diciembre de 1998 por el equipo del proyecto Spacewatch desde el observatorio Nacional de Kitt Peak.

## Designación y nombre
Designado provisionalmente como 1998 XM6, fue nombrado por el profesor de geografía de secundaria Henry Armstrong (n. 1962) quien es un astrónomo aficionado canadiense con grandes habilidades de observación.

## Características orbitales
Darmstrong está situado a una distancia media del Sol de 2,940 ua, pudiendo alejarse hasta 3,183 ua y acercarse hasta 2,697 ua. Su excentricidad es 0,083 y la inclinación orbital 3,064 grados. Emplea 1841,09 días en completar una órbita alrededor del Sol.
Los próximos acercamientos a la órbita de Júpiter ocurrirán el 1 de noviembre de 2119 y el 11 de septiembre de 2154.
Pertenece a la familia de asteroides de (158) Koronis.

## Características físicas
La magnitud absoluta de Darmstrong es 14,33. 